# Segona dominació xinesa del Vietnam
La segona dominació xinesa (43 - 544) és el segon dels quatre períodes de la història del Vietnam en què el país va ser conquerit per Xina. Els primers d'aquests tres períodes van tenir lloc de forma gairebé continuada i se'ls coneix conjuntament com el Bắc thuộc ("Dominació del nord").
La primera dominació va finalitzar amb la revolta de les germanes Trung. Les germanes van vèncer els xinesos i es van coronar reines l'any 40, però tres anys més tard l'Imperi Han va enviar un nou exèrcit i les va derrotar. La segona dominació xinesa del Vietnam perduraria durant cinc segles més.

## Reconquesta
El març de l'any 40, les germanes Trung (Trung Trac i Trung Nhi) van començar una rebel·lió al delta del Riu Roig, que aviat es va estendre arreu del país fins a controlar seixanta-cinc viles. Les Trung van ser proclamades reines.
L'Imperi Han (amb capital a Luoyang) va trigar a reaccionar a la situació. Finalment, la primavera de l'any 42, l'emperador Guangwu va encomanar la reconquesta del Vietnam al general Ma Yuan. Va donar-li el títol de Fubo Jiangjun (伏波將軍; General que Calma les Onades), i el comandament d'un exèrcit de 10.000 homes.
A començaments del 43 va arribar al delta del Riu Roig, i uns mesos després va aconseguir derrotar les germanes Trung. Durant la resta de l'any va sufocar la resta de focus de la revolta. Va fondre els tambors de bronze dels capitostos capturats, símbol de la seva autoritat, per fer una escultura en forma de cavall que va regalar a l'emperador quan va tornar a Luoyang la tardor del 44.

## Administració
Després de reconquerir Vietnam, l'Imperi Han va radicalitzar el procés de sinització del pais, intentant d'eliminar la seva organització tribal perquè poguessin ser governats més fàcilment. El procés de substitució dels elements propis de la cultura vietnamita per elements xinesos es va accelerar.
El control de la dinatia Han sobre la regió es va consolidar, i quan l'Imperi es va dividir en tres regnes l'any 220, el Vietnam va continuar sota el control de Wu Oriental. El prefecte de Jiaozhi d'aleshores, Shi Xie, va ser clau en la transició i va aconseguir convertir-se en governador del Vietnam, que esdevingué una província autònoma.
Tanmateix, sota el domini de Wu Oriental, les elits xineses del Vietnam van continuar amb les polítiques de supressió cultural i forta fiscalització de la població local.

## Rebel·lions
Així com durant la primera dominació del Vietnam no hi ha constància de revoltes armades rellevants contra el poder xinès, durant el segon període de dominació hi hagué nombrosos conflictes.
- 156-160: Chu Ðạt va liderar una revolta restringida a l'àrea de Cửu Chân i Nhật Nam (Rinan) després d'assassinar un magistrat xinès que abusava les seves funcions. Va aconseguir va derrotar en batalla al prefecte de Cửu Chân, a qui va matar. Finalment hauria estat capturat i executat juntament amb dos milers dels seus seguidors.
- 178-181: Lương Long va ser el primer a aconseguir unificar tot Toquín en contra l'Imperi Han. El general Chü Chuan va descendir amb el seu exèrcit, afegint-hi reclutes vietnamites favorables a la Xina, i va capturar i decapitar Lương Long.
- 192: Khu Liên va aconseguir fundar el regne independent de Txampa al sud del Vietnam. Durant els segles següents, els Han intentarien recuperar la regió sense èxit.
- 248: Trieu Thi Trinh, coeneguda com "la Dama Trieu" (Bà Triệu), va ser una noia de 23 anys procedent de la zona muntanyosa de Thanh Hoa que va sublevar-se i que durant uns mesos va aconseguir prendre el control d'un ampli territori al nord del Vietnam. Va vèncer els xinesos en moltes batalles, però en ser derrotada va suïcidar-se per evitar caure presonera.
- 299-319: Triệu Chỉva ser un oficial de l'exèrcit que va organitzar un motí contra els xinesos.
- 319–323: Lương Thạch
- 468-485: Lý Trường Nhân i Lý Thúc Hiến

Finalment, l'any 544, Lý Bí va liderar una revolta i va aconseguir proclamar-se emperador, estabint la dinastia Ly al tron del Vietnam.